# Campionati mondiali di sollevamento pesi 2022 - 87 kg femminile
Le gare di sollevamento pesi della categoria fino a 87 kg femminile — pesi massimi — dei campionati mondiali del 2022 si sono svolte il 14 dicembre 2022 a Bogotà presso la Gran Carpa Américas Corferias.

## Programma
L'orario indicato corrisponde a quello colombiano (UTC-05:00)
| Data             | Orario | Evento   |
| ---------------- | ------ | -------- |
| 14 dicembre 2022 | 11:30  | Gruppo B |
| 14 dicembre 2022 | 19:00  | Gruppo A |

## Medagliate
Per ciascun esercizio, le prime tre classificate sono le seguenti:
| Esercizio | Oro            | Oro    | Argento                      | Argento | Bronzo             | Bronzo |
| --------- | -------------- | ------ | ---------------------------- | ------- | ------------------ | ------ |
| Strappo   | Solfrid Koanda | 113 kg | Tursunoy Jabborova           | 112 kg  | Eileen Cikamatana  | 109 kg |
| Slancio   | Solfrid Koanda | 147 kg | Mönkhjantsangiin Ankhtsetseg | 143 kg  | Eileen Cikamatana  | 140 kg |
| Totale    | Solfrid Koanda | 260 kg | Eileen Cikamatana            | 249 kg  | Tursunoy Jabborova | 241 kg |

## Record
Prima di questa competizione, i record mondiali esistenti erano i seguenti:
| Record mondiale | Strappo | Mondiale standard | 132 kg | — | 1º novembre 2018 |
| Record mondiale | Slancio | Mondiale standard | 164 kg | — | 1º novembre 2018 |
| Record mondiale | Totale  | Mondiale standard | 294 kg | — | 1º novembre 2018 |

## Risultati
| Pos. | Atleta                             | Gr. | Peso atleta | Strappo (kg) | Strappo (kg) | Strappo (kg) | Strappo (kg) | Slancio (kg) | Slancio (kg) | Slancio (kg) | Slancio (kg) | Totale   |
| Pos. | Atleta                             | Gr. | Peso atleta | 1            | 2            | 3            | Pos.         | 1            | 2            | 3            | Pos.         | Totale   |
| ---- | ---------------------------------- | --- | ----------- | ------------ | ------------ | ------------ | ------------ | ------------ | ------------ | ------------ | ------------ | -------- |
|      | Solfrid Koanda (NOR)               | A   | 85.60       | 108          | 110          | 113          |              | 143          | 143          | 147          |              | 260      |
|      | Eileen Cikamatana (AUS)            | A   | 83.10       | 109          | 111          | 111          |              | 140          | 148          | 148          |              | 249      |
|      | Tursunoy Jabborova (UZB)           | A   | 86.80       | 107          | 110          | 112          |              | 125          | 129          | 131          | 8            | 241      |
| 4    | Hripsime Khurshudyan (ARM)         | A   | 85.70       | 103          | 107          | 108          | 4            | 127          | 130          | 134          | 6            | 238      |
| 5    | Samar Said (EGY)                   | A   | 82.50       | 104          | 108          | 109          | 6            | 126          | 130          | 130          | 7            | 234      |
| 6    | Anastasija Manjevs'ka (UKR)        | A   | 82.80       | 104          | 104          | 104          | 8            | 126          | 129          | 129          | 9            | 233      |
| 7    | Dayana Mina (ECU)                  | B   | 86.50       | 99           | 102          | 105          | 10           | 125          | 130          | 134          | 5            | 232      |
| 8    | Juliana Riotto (USA)               | A   | 85.90       | 98           | 101          | 104          | 11           | 124          | 127          | 127          | 10           | 225      |
| 9    | Anne Vejsgaard Jensen (DEN)        | B   | 85.90       | 88           | 94           | 100          | 12           | 106          | 107          | 115          | 12           | 215      |
| 10   | Zeinab Sheikh (IRI)                | B   | 84.50       | 85           | 90           | 90           | 13           | 115          | 116          | 121          | 11           | 206      |
| —    | Kim I-seul (KOR)                   | A   | 81.40       | 105          | 107          | 109          | 5            | 135          | 135          | 135          | —            | —        |
| —    | Lo Ying-yuan (TPE)                 | A   | 83.50       | 104          | 108          | 108          | 7            | 128          | 128          | 128          | —            | —        |
| —    | Tian Chia-hsin (TPE)               | A   | 86.00       | 100          | 103          | 103          | 9            | 130          | 130          | 130          | —            | —        |
| —    | Mönkhjantsangiin Ankhtsetseg (MGL) | A   | 87.00       | 110          | 111          | 111          | —            | 138          | 143          | 148          |              | —        |
| —    | Yeinny Geles (COL)                 | A   | 84.20       | 107          | 109          | 109          | —            | 130          | 135          | 139          | 4            | —        |
| —    | Aiym Yeszhanova (KAZ)              | B   | 83.70       | 80           | 81           | 81           | —            | —            | —            | —            | —            | —        |
| —    | Yvgeni Henderson (JAM)             | B   | ritirata    | ritirata     | ritirata     | ritirata     | ritirata     | ritirata     | ritirata     | ritirata     | ritirata     | ritirata |